# Carlos Ramiro Gutiérrez
Carlos Ramiro Gutiérrez (Dolores, Argentina; 1 de abril de 1967) es un abogado y político argentino del partido Frente Renovador. Es Diputado de la Nación por Buenos Aires desde 2019.

## Biografía
Gutiérrez es abogado de la Universidad de Buenos Aires y Magíster en Ciencias Penales de la Universidad Católica de La Plata.
Comenzó su carrera pública en 2003 como concejal de su natal Dolores entre 2003 y 2007. Entre 2007 y 2019, fue Diputado Provincial en Buenos Aires.
Fue electo Diputado de la Nación por Buenos Aires en las Elecciones legislativas de 2019, en la lista Frente de Todos. Fue reelecto en las Elecciones legislativas de 2023 por la Unión por la Patria.

## Historial electoral
|  | 48,92 % |

|  | 52,64 % |

|  | 31,21 % |

|  | 43,71 % |